# Danielstugtjärnen
Danielstugtjärnen är en sjö i Jokkmokks kommun i Lappland och ingår i Luleälvens huvudavrinningsområde. Sjöns area är 0,03 kvadratkilometer och den är belägen 365 meter över havet.